# Sami Buzoli
Sami Buzoli (* 1959/60 in Prishtina) ist ein ehemaliger jugoslawischer Boxer im Bantamgewicht, zweifacher Vize-Europameister und Bronzemedaillengewinner der Weltmeisterschaft 1982.

## Boxkarriere
Buzoli begann laut eigener Aussage 1974 als 14-Jähriger mit dem Boxsport und trainierte seine ganze Karriere über in Prishtina (Radnički Prishtina). Aufgrund seines Talents wurde er von der jugoslawischen Nationalmannschaft, nach dem Gewinn der Jugoslawischen Juniorenmeisterschaft 1977, bei der Weltmeisterschaft der Erwachsenen 1978 in Belgrad eingesetzt, wo er im Viertelfinale gegen den amtierenden Weltmeister Stephen Muchoki ausschied.
Bei der Europameisterschaft 1981 in Tampere erreichte er dann, unter anderem mit einem Sieg gegen den deutschen Starter Stefan Gertel das Finale, wo er gegen den olympischen Silbermedaillengewinner von 1980, Wiktor Miroschnytschenko, unterlag. Als Vize-Europameister startete er dann auch bei der Weltmeisterschaft 1982 in München und erreichte, unter anderem mit einem erneuten Sieg gegen Stefan Gertel das Halbfinale, wo er knapp mit 2:3 gegen den späteren Goldmedaillengewinner Floyd Favors ausschied und eine Bronzemedaille gewann.
1983 wurde er erstmals Jugoslawischer Meister, gewann eine Bronzemedaille bei der Balkanmeisterschaft in Athen und wurde in Warna erneut Vize-Europameister, nachdem er erst im Finale gegen den sowjetischen Weltmeister Juri Alexandrow unterlegen war. Im Halbfinale hatte er den deutschen Starter Klaus-Dieter Kirchstein geschlagen. Als einer der besten Boxer Europas war er auch für den Weltcup 1983 in Rom nominiert, wo er im Viertelfinale erneut gegen Juri Alexandrow verlor.

## Sonstiges
Aufgrund des Kosovokrieges ließ er sich zuerst in Deutschland, später in Italien nieder (Stand: 2022).